# Léonce Quentin
Léonce Gaston Quentin (* 16. Februar 1880; † 1. Dezember 1957) war ein französischer Bogenschütze.
Quentin startete erfolgreich bei den Olympischen Spielen 1920 in Antwerpen. Bei vier Wettbewerben war er erfolgreich, davon drei Mal mit der Mannschaft. In der Variante Bewegliches Vogelziel, 28 Meter erreichte er als Einzelsportler die Silbermedaille.